# Mojmírovce
Mojmírovce (in ungherese Ürmény) è un comune della Slovacchia facente parte del distretto di Nitra, nella regione omonima.